# Эль-Герруж, Хишам
Хиша́м эль-Герру́ж  (араб. هشام الكروج‎; род. 14 сентября 1974[…], Беркан, Восточная область) — марокканский легкоатлет, бегун на средние и длинные дистанции. Специализировался в беге на 1500, 3000, 1 милю и 5000 метров. Двукратный олимпийский чемпион и семикратный чемпион мира (4 раза на открытом воздухе и трижды — в помещении). Действующий обладатель мирового рекорда в беге на 1500 м, 1 милю (1609,3 м) и 2000 м.

## Биография

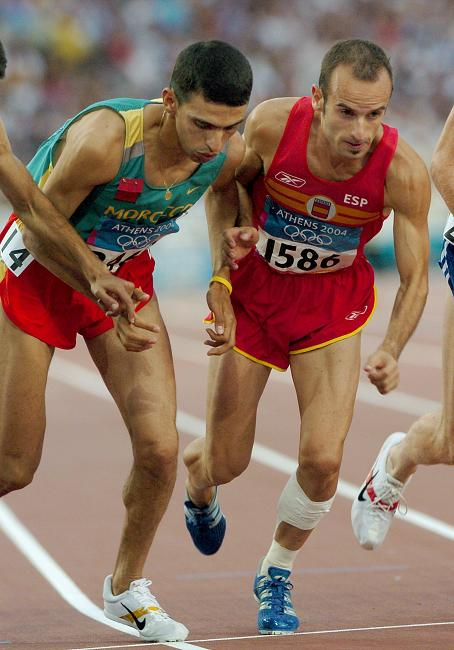
Эль-Герруж на Олимпиаде-2004 (слева)

Хишам эль-Герруж начал серьёзно заниматься легкой атлетикой, вдохновленный примером Саида Ауита, который был его кумиром. Первый успех пришёл к нему на юниорском первенстве мира 1992 года, где он завоевал бронзу в беге на 5000 метров, уступив эфиопу Хайле Гебреселассие.
На Олимпиадах Хишаму долгое время не везло. Приехав на Олимпиаду в Атланте 1996 года в ранге фаворита в беге на 1500 м, он упал в начале последнего круга и в итоге финишировал лишь 12-м. На Олимпиаду в Сиднее 2000 года Хишам прибыл уже в ранге обладателя мирового рекорда и чемпиона мира, однако пришёл вторым вслед за кенийцем Ноем Нгени, который был его пейсмейкером в забеге на 1500 м, где Хишам установил мировой рекорд.
И только в 2004 году в Афинах Хишаму наконец улыбнулась удача. Причём эль-Герруж решил стартовать на двух дистанциях. Он стал олимпийским чемпионом в беге на 1500 и 5000 метров. До него такой дубль удавалось сделать только легендарному финскому стайеру 1920-х годов Пааво Нурми. В беге на 5000 м Хишаму удалось победить другого признанного фаворита эфиопа Кененису Бекеле.
В 2006 году эль-Герруж завершил свою карьеру, формальным поводом стала травма спортсмена. В настоящее время[когда?] является членом МОК.

## Достижения
- Три раза признавался лучшим атлетом года IAAF (2001, 2002 и 2003)
- Лучший легкоатлет мира по версии журнала Track & Field News (1999, 2001, 2002)

## Результаты

### Соревнования
- Участник 3 Олимпиад (1996, 2000, 2004) и пяти чемпионатов мира (1995, 1997, 1999, 2001, 2003)
- Чемпион мира 1997, 1999, 2001, 2003[англ.] года в беге на 1500 метров.
- Обладатель джек-пота легкоатлетической Золотой лиги (1998, 2001).

### Рекорды
| Дистанция                   | Результат    | Место        | Дата         | Видео        |
| Рекорды мира                | Рекорды мира | Рекорды мира | Рекорды мира | Рекорды мира |
| --------------------------- | ------------ | ------------ | ------------ | ------------ |
| 1500 метров                 | 3.26,00      | Рим          | 14.7.1992    | ·            |
| 1 миля                      | 3.43,13      | Рим          | 7.7.1999     | ·            |
| 2000 метров                 | 4.44,79      | Берлин       | 9.7.1999     | ·            |
| Рекорды мира в помещении    |              |              |              |              |
| 1500 метров                 | 3.31,18      | Штутгарт     | 2.2.1997     |              |
| 1 миля                      | 3.48,45      | Гент         | 12.2.1997    |              |
| Рекорды Марокко             |              |              |              |              |
| 3000 метров                 | 7.23,09      | Брюссель     | 3.9.1999     |              |
| Рекорды Марокко в помещении |              |              |              |              |
| 2000 метров                 | 5.02,70      | Льевен       | 23.2.2001    |              |
| 3000 метров                 | 7.33,73      | Льевен       | 23.2.2003    |              |
| 2 мили                      | 8.06,61      | Льевен       | 23.2.2003    |              |
| Личные рекорды              |              |              |              |              |
| 5000 метров                 | 12.50,24     | Острава      | 12.6.2003    |              |